# Herman Steiner
Ne doit pas être confondu avec Hermann Steiner.
Pour les autres joueurs d'échecs nommés Steiner, voir Lajos Steiner et Endre Steiner.
Herman Steiner est un joueur d'échecs américain d'origine hongroise né le 15 avril 1905 à Dunajská Streda en Autriche-Hongrie et mort le 25 novembre 1955. Champion des États-Unis de 1948 à 1951, il reçut le titre de maître international en 1950 et battit Igor Bondarevski lors du match radio contre l'URSS en 1945.
Steiner participa à quatre olympiades d'échecs, trois fois comme joueur (en 1928, 1930 et 1931) et la dernière fois comme capitaine de l'équipe (en 1950).

## Biographie et carrière

### Avant 1942
Herman Steiner est né en 1905 en Autriche-Hongrie. Il émigra aux États-Unis à seize ans. Il fit ses débuts internationaux à l'olympiade de 1928 à La Haye où il jouait au deuxième échiquier (+6 -1 =9) ; l'équipe américaine finit deuxième derrière la Hongrie. En 1929, Herman Steiner remporta le championnat de l'État de New York et le tournoi de réserve d'Hastings. En 1930 et 1931, il participa à nouveau aux olympiades ; il reçut la médaille d'or par équipe en 1931. En 1931, il remporta le tournoi de Berlin et finit deuxième du tournoi de Brünn, derrière Salo Flohr. 
En 1932, il déménagea de New York à Hollywood, où il devint chroniqueur d'échecs. Il fonda le club d'échecs de Hollywood (Hollywood Chess Group) parrainé par des stars comme Humphrey Bogart. La même année, il termina troisième du tournoi de Pasadena, derrière  Isaac Kashdan et le champion du monde Alexandre Alekhine.
Lors du premier championnat d'échecs des États-Unis remporté par Samuel Reshevsky en 1936, il finit onzième-douzième avec 6 points sur 15.

### Championnats des  États-Unis (1942 à 1955)
En 1942,  Steiner remporta le championnat open des  États-Unis, puis il participa  au quatrième championnat fermé des États-Unis à New York en 1942 et termina cinquième avec 10 points sur 15. Deux ans plus tard, en 1944, il fut troisième ex æquo avec Al Horowitz, derrière Arnold Denker et Reuben Fine. 
En 1945, Steiner marqua une victoire et une nulle contre Igor Bondarevski lors du Match radio États-Unis - URSS 1945. L'équipe américaine ne marqua que 4,5 points sur dix échiquiers et Steiner fut le seul américain à remporter son match. 
En 1946, Steiner remporta le tournoi de Londres et le championnat open des États-Unis. La même année, il défia le champion américain en titre, Arnold Denker. Lors du match en dix parties disputé en mai 1946 à Los Angeles, il perdit 4 à 6 (une victoire à trois et six parties nulles). D'août à septembre, il participa au tournoi d'échecs de Groningue 1946 où il finit dix-huitième avec 6 points sur 19. Lors du sixième championnat des États-Unis, disputé en octobre-novembre 1946, Steiner finit seulement septième.
Deux ans plus tard, en 1948, à South Fallsburg (dans l'état de New York), le championnat comprenait vingt participants et Steiner devint champion avec 15 points sur 19 (+12 -1 =6) devant Isaac Kashdan, mais en l'absence de Reuben Fine et de Samuel Reshevsky. Steiner resta champion pendant trois ans car son titre ne fut remis en jeu qu'en juillet 1951. Il fut absent du championnat de 1951 remporté par Larry Evans. 
En 1952, il défia Evans dans un match disputé en juin-juillet à Los Angeles et San Francisco. Il perdit le match 4 à 10 (deux victoires à huit et quatre nulles). La même année, lors du tournoi interzonal de 1952, il finit 11e-13e avec la moitié des points (10 / 20).